# Вахенхајм ан дер Винштрасе
Вахенхајм ан дер Винштрасе (њем. Wachenheim an der Weinstraße) град је у њемачкој савезној држави Рајна-Палатинат. Једно је од 48 општинских средишта округа Бад Диркхајм. Према процјени из 2010. у граду је живјело 4.699 становника. Посједује регионалну шифру (AGS) 7332046.

## Географски и демографски подаци
Вахенхајм ан дер Винштрасе се налази у савезној држави Рајна-Палатинат у округу Бад Диркхајм. Град се налази на надморској висини од 141 метра. Површина општине износи 25,0 km². У самом граду је, према процјени из 2010. године, живјело 4.699 становника. Просјечна густина становништва износи 188 становника/km².

## Међународна сарадња
| Мјесто | Држава    | Врста сарадње | Од    |
| ------ | --------- | ------------- | ----- |
| Кизери | Француска | партнерство   | 1973. |
| Извор  |           |               |       |